# Parafia Miłosierdzia Bożego w Poznaniu
Parafia pw. Miłosierdzia Bożego w Poznaniu – parafia rzymskokatolicka znajdująca się w archidiecezji poznańskiej w dekanacie Poznań-Piątkowo. 
Erygowana w 1984 roku. Mieści się na Osiedlu Jana III Sobieskiego. Od 2004 w kościele parafialnym wystawiona jest kopia Całunu Turyńskiego. Kościół ma status sanktuarium diecezjalnego. Od 2017 wielkopostny kościół stacyjny.

## Przypisy

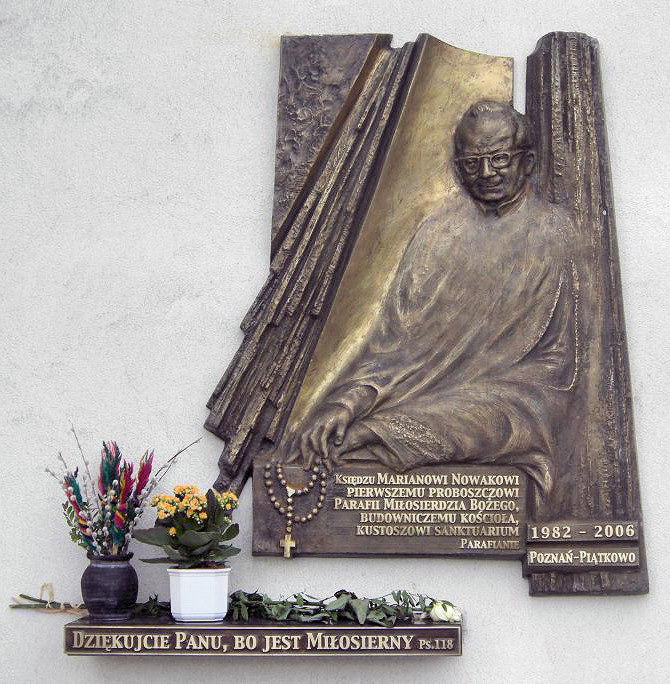
Tablica poświęcona ks. Marianowi Nowakowi, pierwszemu proboszczowi parafii